# Théorème de Morley

En mathématiques, et plus précisément en géométrie plane, le théorème de Morley, découvert par Frank Morley en 1898, affirme que les intersections des trissectrices des angles d'un triangle forment un triangle équilatéral.
Le triangle équilatéral ainsi défini par le théorème de Morley s'appelle le « triangle de Morley » du triangle de départ.

## Démonstrations
Il existe de nombreuses démonstrations de ce théorème. Ci-dessous sont présentées trois démonstrations : une n'utilisant que des propriétés de géométrie élémentaire, les deux autres travaillant sur la trigonométrie ou les complexes offrant l'avantage de fournir la dimension du triangle équilatéral.

### Démonstration en géométrie élémentaire

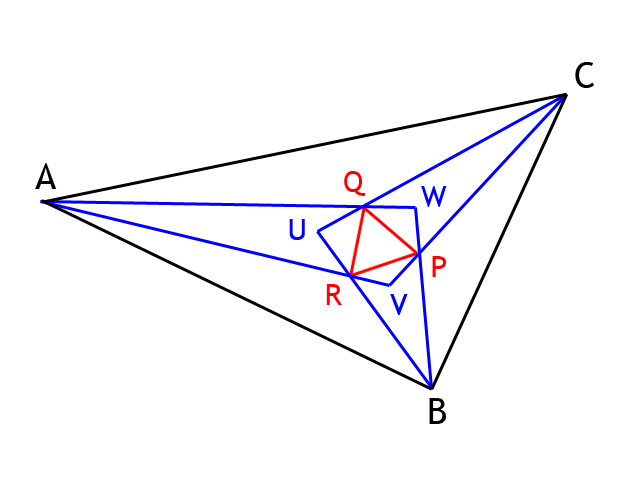
Triangle de Morley et son « tripode ».

Claude Frasnay propose une démonstration sans trigonométrie ni nombres complexes, utilisant uniquement la somme des angles d'un triangle et les similitudes directes.
Pour tous réels strictement positifs {\displaystyle a,b,c} tels que {\displaystyle a+b+c={\frac {\pi }{3}},} est appelé « dipode de pointure {\displaystyle (a,b),} » la figure {\displaystyle \mathrm {QARBP} } constituée d'un triangle équilatéral direct {\displaystyle \mathrm {QRP} } auquel on adjoint deux triangles de sens direct {\displaystyle \mathrm {QAR} } et {\displaystyle \mathrm {RBP} } tels que les angles de sommets {\displaystyle \mathrm {A} } et {\displaystyle \mathrm {B} } aient pour mesure en radians a et b et les angles de sommets {\displaystyle \mathrm {Q} } et {\displaystyle \mathrm {P} } aient pour mesure {\displaystyle {\frac {\pi }{3}}+c.} Par construction, deux dipodes de même pointure sont directement semblables.
De même est appelé « tripode de pointure {\displaystyle (a,b,c)} », la figure {\displaystyle \mathrm {QRPABC} } constituée de trois dipodes {\displaystyle \mathrm {QARBP} } de pointure {\displaystyle (a,b),} {\displaystyle \mathrm {RBPCQ} } de pointure {\displaystyle (b,c)} et {\displaystyle \mathrm {PCQAR} } de pointure {\displaystyle (c,a).} Par construction, deux tripodes de même pointure sont directement semblables.
Pour un tripode {\displaystyle \mathrm {QRPABC} } donné de pointure {\displaystyle (a,b,c),} on construit ensuite le triangle {\displaystyle \mathrm {ABW'} } direct tel que les angles de sommet {\displaystyle \mathrm {A} } et {\displaystyle \mathrm {B} } mesurent {\displaystyle 2a} et {\displaystyle 2b.} On appelle {\displaystyle \mathrm {R'} } le point de concours des bissectrices de ce triangle et on construit un triangle équilatéral direct {\displaystyle \mathrm {Q'R'P'} } symétrique par rapport à {\displaystyle \mathrm {R'W'} } et tel que {\displaystyle \mathrm {P'} } et {\displaystyle \mathrm {Q'} } appartiennent respectivement à {\displaystyle [\mathrm {BW'} ]} et {\displaystyle [\mathrm {AW'} ]}. On démontre alors que {\displaystyle \mathrm {Q'AR'BP'} } est un bipode de pointure {\displaystyle (a,b).} Comme deux bipodes de même pointure sont directement semblables, les bipodes {\displaystyle \mathrm {QARBP} } et {\displaystyle \mathrm {Q'AR'BP'} } sont semblables et confondus, et les demi-droites {\displaystyle [\mathrm {AR} )} et {\displaystyle [\mathrm {BR} )} sont les bissectrices intérieures des angles {\displaystyle \mathrm {QAB} } et {\displaystyle \mathrm {ABP.} } En reprenant le même raisonnement sur {\displaystyle [\mathrm {BC} ]} puis {\displaystyle [\mathrm {CA} ]}, on démontre que les demi-droites {\displaystyle [\mathrm {AQ} )}, {\displaystyle [\mathrm {AR} )}, {\displaystyle [\mathrm {BR} )}, {\displaystyle [\mathrm {BP} )}, {\displaystyle [\mathrm {CP} )} et {\displaystyle [\mathrm {CQ} )} sont les trisectrices du triangle {\displaystyle \mathrm {ABC} } dont les angles aux sommets sont donc {\displaystyle 3a,\,3b,\,3c.}
Tout triangle {\displaystyle \mathrm {A'B'C'} } direct d'angles {\displaystyle 3a,\,3b,\,3c} est directement semblable au triangle {\displaystyle \mathrm {ABC} } construit à partir du tripode de pointure {\displaystyle (a,b,c)} et ses trisectrices se coupent donc en formant un triangle équilatéral directement semblable au triangle {\displaystyle \mathrm {QRP} }.

### Démonstration à l'aide de la trigonométrie
La loi des sinus détermine la longueur de la plupart des segments à partir des côtés du triangle et le théorème d'Al-Kashi permet de déterminer les autres, notamment les trois côtés PR, PQ et QR du triangle rouge — celui qui est censé être équilatéral.
On définit les angles {\displaystyle a}, {\displaystyle b} et {\displaystyle c} tels que :
- {\displaystyle {\widehat {\mathrm {BAC} }}=3\times a,}
- {\displaystyle {\widehat {\mathrm {CBA} }}=3\times b,}
- {\displaystyle {\widehat {\mathrm {ACB} }}=3\times c.}

Puisque dans tout triangle on a :
{\displaystyle {\widehat {\mathrm {BAC} }}+{\widehat {\mathrm {CBA} }}+{\widehat {\mathrm {ACB} }}=\pi ,}
le changement de variable ci-dessus donne :
{\displaystyle a+b+c={\frac {\pi }{3}}.}
De plus, pour simplifier les calculs, on adopte une unité de longueur telle que le rayon du cercle circonscrit au triangle est 1. On a alors :
- AB = 2 sin(3c),
- BC = 2 sin(3a),
- AC = 2 sin(3b).

Dans le triangle BPC, d'après la loi des sinus, on a :
{\displaystyle {\frac {\mathrm {BP} }{\sin(c)}}={\frac {\mathrm {BC} }{\sin(\pi -b-c)}}={\frac {2\sin(3a)}{\sin(b+c)}}={\frac {2\sin(3a)}{\sin({\frac {\pi }{3}}-a)}}}
{\displaystyle \mathrm {BP} ={\frac {2\sin(3a)\sin(c)}{\sin({\frac {\pi }{3}}-a)}}.}
On peut développer sin(3a) :
{\displaystyle {\begin{aligned}\sin(3a)&=(3-4\sin ^{2}a)\sin a\\&=(3\cos ^{2}a-\sin ^{2}a)\sin a\\&=4\left({\tfrac {\sqrt {3}}{2}}\cos a+{\tfrac {1}{2}}\sin a\right)\left({\tfrac {\sqrt {3}}{2}}\cos a-{\tfrac {1}{2}}\sin a\right)\sin a\\&=4\sin \left({\tfrac {\pi }{3}}+a\right)\sin \left({\tfrac {\pi }{3}}-a\right)\sin a,\end{aligned}}}
ce qui permet de simplifier l'expression de BP :
{\displaystyle \mathrm {BP} =8\sin(a)\sin(c)\sin \left({\tfrac {\pi }{3}}+a\right).}
On obtiendrait de même :
{\displaystyle \mathrm {BR} =8\sin(a)\sin(c)\sin \left({\tfrac {\pi }{3}}+c\right).}
En appliquant alors le théorème d'Al-Kashi, qui s'écrit PR2 = BP2 + BR2 – 2 BP BR cos(b), on obtient :
{\displaystyle \mathrm {PR} ^{2}=64\sin ^{2}(a)\sin ^{2}(c)\left[\sin ^{2}\left({\tfrac {\pi }{3}}+a\right)+\sin ^{2}\left({\tfrac {\pi }{3}}+c\right)-2\sin \left({\tfrac {\pi }{3}}+a\right)\sin \left({\tfrac {\pi }{3}}+c\right)\cos(b)\right].}
Or
{\displaystyle \left({\tfrac {\pi }{3}}+a\right)+\left({\tfrac {\pi }{3}}+c\right)+b={\tfrac {2\pi }{3}}+(a+b+c)=\pi .}
Il existe donc un triangle ayant pour angles {\displaystyle {\tfrac {\pi }{3}}+a,\;{\tfrac {\pi }{3}}+c,{\text{ et }}b,} et dont le rayon du cercle circonscrit est 1. Si on lui applique le théorème d'Al-Kashi, on a :
{\displaystyle \sin ^{2}(b)=\sin ^{2}\left({\tfrac {\pi }{3}}+a\right)+\sin ^{2}\left({\tfrac {\pi }{3}}+c\right)-2\sin \left({\tfrac {\pi }{3}}+a\right)\sin \left({\tfrac {\pi }{3}}+c\right)\cos(b)}
donc
{\displaystyle \mathrm {PR} =8\sin(a)\sin(c)\sin(b).}
On obtiendrait de même
{\displaystyle \mathrm {PQ} =8\sin(a)\sin(b)\sin(c){\text{ et }}\mathrm {QR} =8\sin(b)\sin(c)\sin(a),}
ce qui prouve que PR = PQ = QR. Le triangle PQR est donc bien équilatéral.

### Démonstration à l'aide des complexes
Cette démonstration est basée sur un article d'Alain Connes,,. Elle utilise les nombres complexes et donne un calcul rapide de l'affixe des sommets du triangle équilatéral.
On se place dans le plan euclidien orienté qu'on pourra ultérieurement identifier au corps des complexes. On désigne par P, Q et R les trois intersections de trisectrices dont on veut montrer qu'elles forment un triangle équilatéral. En outre, on place les points P', Q' et R' symétriques de P, Q et R respectivement par rapport à BC, CA, AB (voir figure ci-contre). On note enfin comme précédemment {\displaystyle 3a,\;3b,\;3c} les angles {\displaystyle {\widehat {\mathrm {BAC} }},\;{\widehat {\mathrm {CBA} }},\;{\widehat {\mathrm {ACB} }}}.

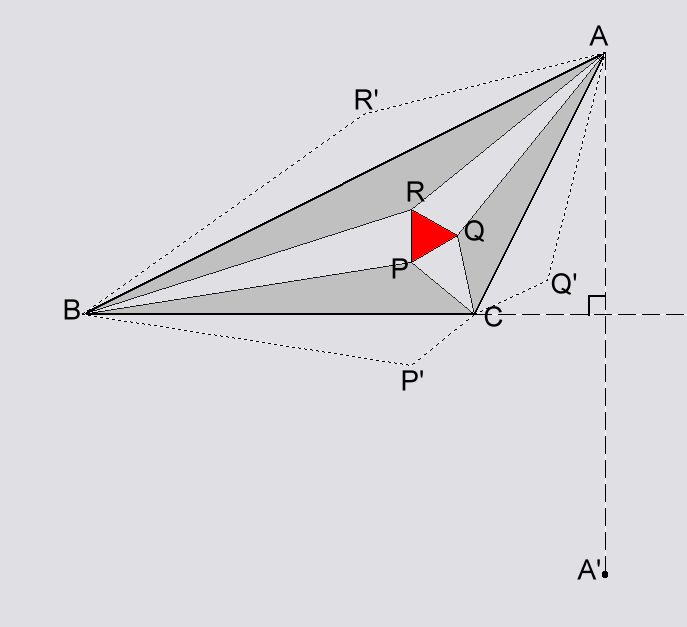

Soient maintenant f, g, h les rotations de centres respectifs A, B, C et d'angles respectifs {\displaystyle 2a,\;2b,\;2c}.
On observe alors que :
- (i) P (resp. Q, R) est le point fixe de {\displaystyle g\circ h} (car il est centre de cette rotation) (resp. {\displaystyle {h\circ f,\;f\circ g}} ).
En effet h transforme P en P' et g transforme P' en P. Il en est de même pour Q et R.
- (ii) {\displaystyle f^{3}\circ g^{3}\circ h^{3}=I} (application identité).
En effet la somme des angles des rotations composantes est 2π et on obtient donc une translation. Mais A est invariant puisque h3 (rotation de centre C et d'angle {\displaystyle 2{\widehat {\mathrm {ACB} }}}) transforme A en A' symétrique de A par rapport à BC, g3 transforme A' en A et finalement f3 laisse A invariant. Par suite cette translation est l'application identité.

Ainsi, on peut désormais travailler dans le corps des complexes en conservant les notations que nous avons introduites.
On définit simplement les rotations f, g, h par
{\displaystyle f(z)=a_{1}z+b_{1}}
{\displaystyle g(z)=a_{2}z+b_{2}}
{\displaystyle h(z)=a_{3}z+b_{3}}
avec {\displaystyle a_{1},a_{2},a_{3}} égaux respectivement à {\displaystyle {\rm {e}}^{2{\rm {i}}a},{\rm {e}}^{2{\rm {i}}b},{\rm {e}}^{2{\rm {i}}c}}.
Un calcul rapide montre que (i) équivaut à
{\displaystyle \mathrm {P} ={\frac {a_{2}b_{3}+b_{2}}{1-a_{2}a_{3}}}}
{\displaystyle \mathrm {Q} ={\frac {a_{3}b_{1}+b_{3}}{1-a_{3}a_{1}}}}
{\displaystyle \mathrm {R} ={\frac {a_{1}b_{2}+b_{1}}{1-a_{1}a_{2}}}.}
Quant à (ii) on montre l'équivalence avec
- (iii) 
  - {\displaystyle (a_{1}a_{2}a_{3})^{3}=1} ;
  - {\displaystyle (a_{1}^{2}+a_{1}+1)b_{1}+a_{1}^{3}(a_{2}^{2}+a_{2}+1)b_{2}+(a_{1}a_{2})^{3}(a_{3}^{2}+a_{3}+1)b_{3}=0}.

Le complexe {\displaystyle \mathrm {j} :=a_{1}a_{2}a_{3}} est différent de 1 donc est l'une des deux racines cubiques primitives de l'unité. On a alors
{\displaystyle \mathrm {P} ={\frac {a_{1}(a_{2}b_{3}+b_{2})}{a_{1}-\mathrm {j} }}}
{\displaystyle \mathrm {Q} ={\frac {a_{2}(a_{3}b_{1}+b_{3})}{a_{2}-\mathrm {j} }}}
{\displaystyle \mathrm {R} ={\frac {a_{3}(a_{1}b_{2}+b_{1})}{a_{3}-\mathrm {j} }}.}
Ces trois égalités sont bien définies car le triangle n'est pas plat, donc aucun des angles {\displaystyle 3a,3b,3c} ne vaut ±π.
On peut alors vérifier que {\displaystyle \mathrm {R} +j\mathrm {P} +j^{2}\mathrm {Q} =0}, ce qui est une caractérisation classique du caractère équilatéral du triangle PQR.

## Autres propriétés du triangle de Morley

### Longueur des côtés
Chaque côté du triangle de Morley mesure :
{\displaystyle 8R\sin {\frac {\widehat {A}}{3}}\sin {\frac {\widehat {B}}{3}}\sin {\frac {\widehat {C}}{3}},}
où {\displaystyle {\widehat {A}},{\widehat {B}},{\widehat {C}}} désignent les angles en A,B,C du triangle et où {\displaystyle R} désigne le rayon du cercle circonscrit.

### Orientation du triangle de Morley
- Orientation par rapport au triangle de départ : le côté {\displaystyle (B'C')} du triangle de Morley situé le plus près du sommet A fait avec le côté {\displaystyle (BC)} du triangle de départ un angle égal à {\displaystyle {{\widehat {C}}-{\widehat {B}}} \over 3}.
- Orientation par rapport à la deltoïde de Steiner : le triangle (équilatéral) formé par les points de rebroussement de la deltoïde de Steiner et le triangle (équilatéral) de Morley, ont leurs côtés parallèles.

## Centres de Morley

On appelle centres de Morley deux centres du triangle points de Morley. Ils portent les nombres de Kimberling X356 (premier centre de Morley, le centre de gravité du triangle de Morley) et X357 (deuxième centre de Morley, premier centre de Morley–Taylor–Marr, ou point de concours des droites AP, BQ, CR),.

### Coordonnées trilinéaires
Les coordonnées trilinéaires du premier centre de Morley sont
{\displaystyle \cos(A/3)+2\cos(B/3)\cos(C/3):\cos(B/3)+2\cos(C/3)\cos(A/3):\cos(C/3)+2\cos(A/3)\cos(B/3).}
Les coordonnées trilinéaires du deuxième centre de Morley sont
{\displaystyle \sec(A/3):\sec(B/3):\sec(C/3).}

## Historique
Après la découverte de ce théorème par Frank Morley à la fin du XIXe siècle, les collègues de ce dernier trouvaient le résultat si beau qu'ils lui ont donné le nom de « miracle de Morley ». Comme l'écrit Richard Francis : « Apparemment ignoré par les géomètres antérieurs ou hâtivement abandonné en raison d'incertitudes liées à la trisection et à la constructibilité, le problème n'apparut réellement qu'il y a un siècle. » Par ailleurs, même si Morley a proposé une solution au problème, la preuve rigoureuse du théorème a été plus tardive,.